# Emmanuel Saubusse
Pour les articles homonymes, voir Saubusse (homonymie).
Pas d'image ? Cliquez ici

a Compétitions nationales et continentales officielles uniquement.

Dernière mise à jour le 8 janvier 2022.
Emmanuel Saubusse, né le 23 novembre 1989, est un joueur français de rugby à XV évoluant au poste de demi de mêlée avec Soyaux Angoulême XV Charente.
Sa sœur, Cécilia Saubusse, est une joueuse internationale française de rugby à XV.

## Biographie
Emmanuel Saubusse débute le rugby à l'âge de 5 ans à l'Union athlétique Gujan-Mestras. Il poursuit son apprentissage au sein de l'entente du Sud Bassin Association rugby. Par la suite, il rejoint l'Union Bordeaux Bègles en deuxième année cadets avec qui il fera ses débuts avec l'équipe professionnelle en Pro D2 lors de la saison 2008-2009. Puis il débutera en Top 14 avec le club girondin lors de la saison 2011-2012.
En 2014, il retourne en Pro D2 où il évolue avec le Stade montois rugby durant deux saisons avant de rejoindre à l'été 2016 l'Aviron bayonnais alors en Top 14. Il aura été entraîné par Vincent Etcheto à l'UBB, au Stade montois et à l'Aviron bayonnais. Il remporte le championnat de France de Pro D2 avec le club basque en 2019.
En fin de contrat avec l'Aviron bayonnais en 2020, il quitte le club à l'issue de la saison 2019-2020.
A l'été 2020, il s'engage avec le Stade montois rugby.
En avril 2021, il s'engage avec Soyaux Angoulême XV Charente avec qui il évoluera en Nationale à partir de la saison 2021-2022 où il retrouve Vincent Etcheto comme manager.

## Palmarès
- 2019 : Vainqueur du championnat de Pro D2 avec l'Aviron bayonnais.